# Goldene Kamera 2010
Premiile Goldene Kamera în 2010 s-au acordat în Berlin.
| Goldene Kamera 2010                                              |
| ---------------------------------------------------------------- |
| Senta Berger - Frau Böhm sagt Nein și Schlaflos                  |
| Anna Loos - Böseckendorf – Die Nacht, in der ein Dorf verschwand |
| Silke Bodenbender - Über den Tod hinaus                          |
| Iris Berben - Laudatio                                           |
| Matthias Schweighöfer - Mein Leben                               |
| Marcel Reich-Ranicki - critic literar                            |
| Heino Ferch - Entführt                                           |
| Josef Hader - Ein halbes Leben                                   |
| Diane Kruger - cea mai bună actriță internalțională              |
| Richard Gere - cel mai bun actor internalțional                  |
| Die Fantastischen Vier - Cea mai bună muzică                     |
| David Garrett - Cea mai bună muzică internalțională              |
| Abenteuer Wissen - Cel mai bun magazin informativ                |
| Maria Kwiatkowsky - cea mai bună tânără speranță                 |
| Rach, der Restauranttester - Hörzu                               |
| Simply Red - cea mai bună muzică germană                         |